# クビワコウテンシ

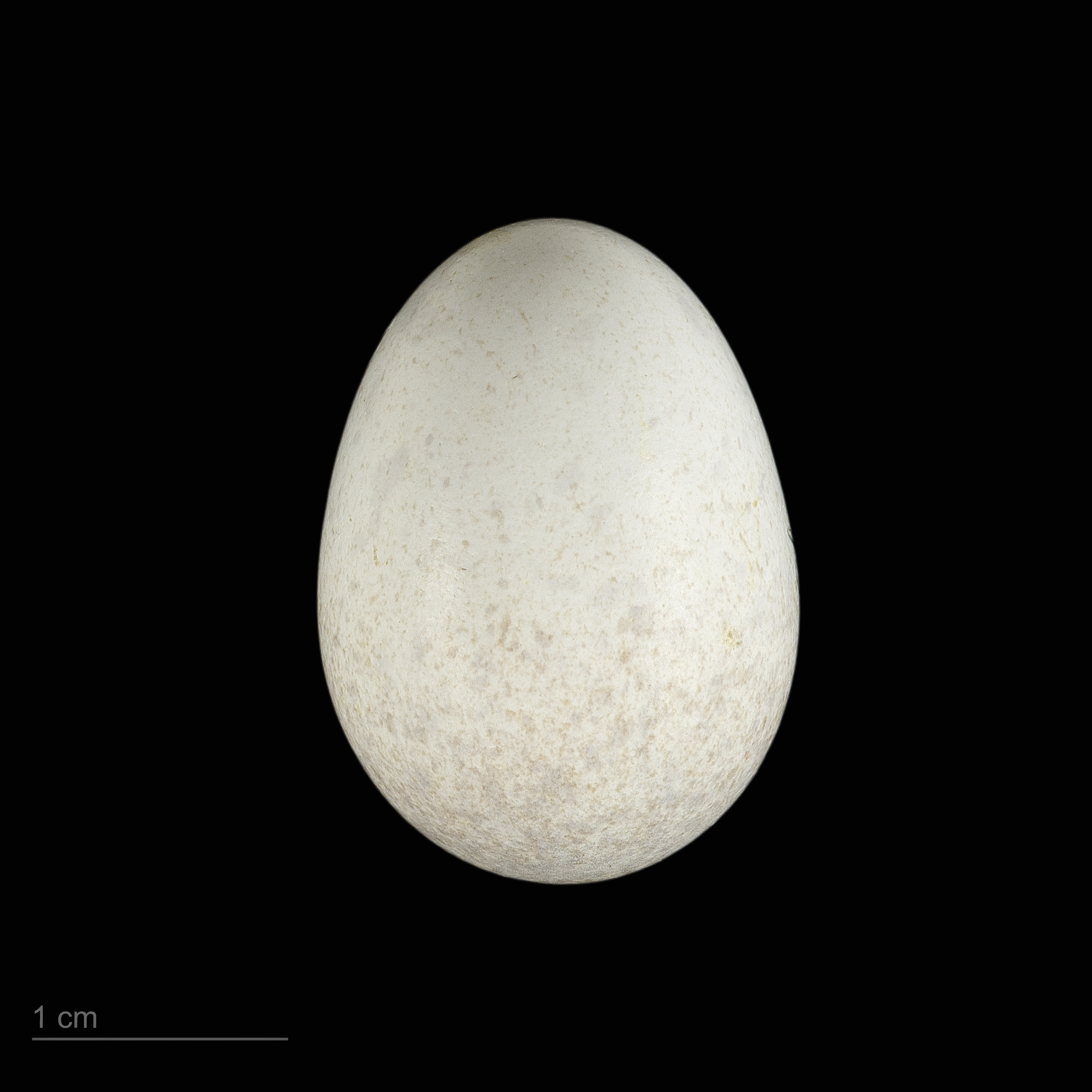
Melanocorypha bimaculata

クビワコウテンシ（首輪告天子、学名：Melanocorypha bimaculata）は、スズメ目ヒバリ科に分類される鳥類の一種である。

## 分布
トルコ北部から中央アジアにかけての地域で繁殖し、北方の個体は、冬期、アフリカ東北部からアラビア半島、パキスタン、インド西北部に渡って越冬する。
日本では迷鳥として渡来し、八丈島、愛知県、沖縄本島、与那国島等で記録がある。

## 形態
全長約17cm。背中や翼の上面は茶褐色で、頭頂から背にかけて黒褐色の斑がある。眉斑は淡色ではっきりしている。体の下面は淡い黄白色。胸に帯状の黒い斑があるが、中央部で切れ掛かっている個体が多い。ヒバリと比べると、嘴が太く尾が短いずんぐりとした体型である。

## 生態
農耕地や干拓地、荒地などの開けた土地に生息する。
地鳴きは「ピリ　ピリ」「チュリ　チュリ」など。